# Marisa Miller

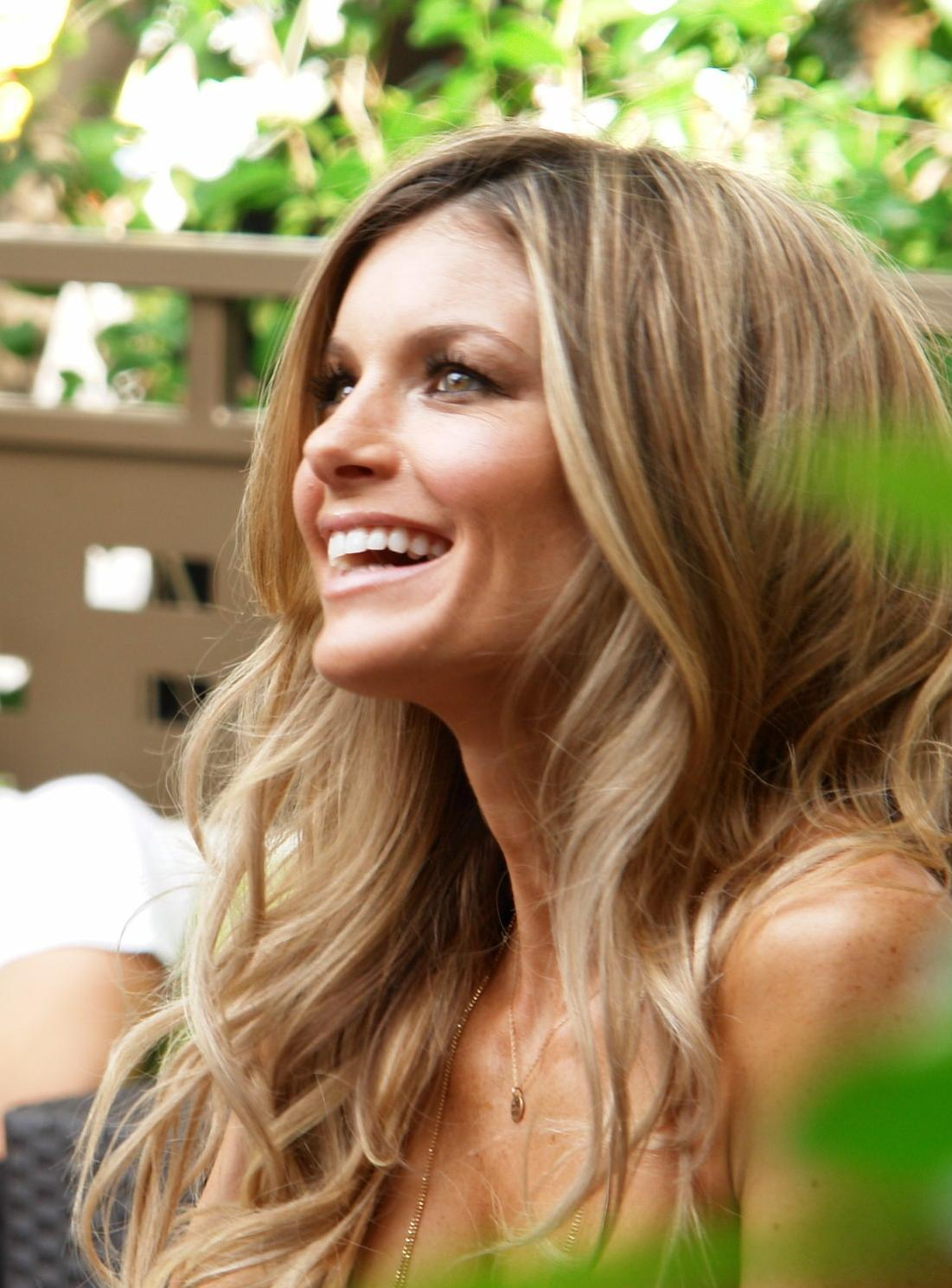
Marisa Miller in Las Vegas (2009)

Marisa Lee Miller, geb. Bertetta, (* 6. August 1978 in Santa Cruz, Kalifornien) ist ein US-amerikanisches Model.

## Leben
Während ihrer Kindheit war Miller in ihrer High School eine bekannte Volleyballspielerin. Ein weiteres Hobby war das Surfen. 2001 zog sie nach Santa Barbara, um dem Surfen noch mehr Zeit zu widmen. Am Strand von Santa Barbara wurde sie von dem Starfotografen Mario Testino entdeckt.
Ihren ersten Auftrag bekam sie von dem Männermagazin Perfect 10, für das sie, noch am Anfang ihrer Karriere, nackt posierte. Im selben Jahr war sie auf dem Cover der Sports Illustrated Swimsuit Edition zu sehen.
Miller war auf den Titelseiten von Modemagazinen wie Vogue, Fitness oder Shape zu sehen. Außerdem arbeitete sie an Werbekampagnen für Firmen wie Tommy Hilfiger, J.Crew oder Nordstrom. 2003 und 2004 ließ sie sich noch einmal für das Sportmagazin Sports Illustrated Swimsuit Edition fotografieren.
2004 spielte sie in der Fernsehserie Manhunt: The Search for America’s Most Gorgeous Male Model mit. Außerdem trat sie in den Shows The View und The Sharon Osbourne Show auf. Sobald ihre Modelverträge enden, will sie auf die Universität gehen.
Am 4. Dezember 2007 war sie als Debütantin für Victoria’s Secret auf dem Laufsteg und präsentierte zusammen mit Alessandra Ambrosio die Bademode 2008 in einer Werbekampagne. 2009 wurde sie auserwählt, den teuersten Büstenhalter des Jahres bei der Modenschau zu präsentieren. Das für Victoria’s Secret eigens von Diamani designte Stück zieren 2.300 Diamanten und es hat einen Wert von 2,2 Millionen Euro.
Seltener arbeitet sie als Schauspielerin, so als Opal Pavlenko, Roy's Avatar in R.I.P.D. aus dem Jahr 2013.
In der 2008er Liste der 100 schönsten Frauen der Welt des Magazins Maxim belegte Marisa Miller den ersten Platz. 
Außerdem wurde sie 2010 von den Lesern des Magazins FHM zur sexiesten Frau der Welt gewählt.
Miller ist seit dem 15. April 2006 mit Griffin Guess verheiratet. Zuvor war sie von 2000 bis 2002 mit Jim Miller verheiratet.